# Corona (satélites)

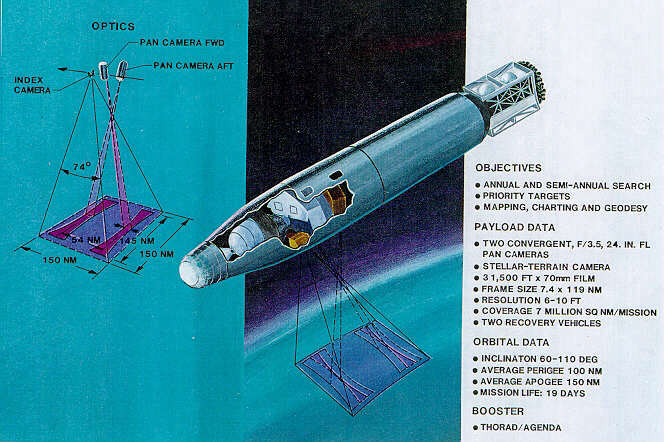
Esquema de um satélite Corona KH-4B.

O Programa Corona foi uma série de satélites de reconhecimento estratégicos americanos produzidas e operadas pela Diretoria de Ciência e Tecnologia da Agência Central de Inteligência americana, com o apoio Força Aérea dos Estados Unidos.
Os satélites Corona foram utilizados pelos Estados Unidos para realizar avaliações fotográficas da antiga URSS, da China, além de muitas outras regiões do mundo.
O nome "CORONA" é identificado como uma palavra de código militar, não uma sigla. Os satélites do programa Corona são designados como KH-1, KH-2, KH-3, KH-4, KH-4A e KH-4B. Esse "KH" derivou o nome Key Hole ou Keyhole (código 1010), já o numero indicou alterações na instrumentação de vigilância, como a mudança de panorâmicas. O programa Corona esteve em atividade de Agosto de 1960 a Maio de 1972.
| Período             | No.   | Apelido                            | Resolução | Notas | Número                       |
| ------------------- | ----- | ---------------------------------- | --------- | --- | ---------------------------- |
| Jun 1959 – Set 1960 | KH-1  | "Corona", C                        | 7,5 m     | Primeira série de satélites espiões por imagem. Cada um deles levava uma câmera panorâmica e um recipiente de retorno. | 10 sistemas; 1 recuperado.   |
| Out 1960 – Out 1961 | KH-2  | Corona′, C′ (ou "C-prime")*        | 7,5 m     | Uma câmera panorâmica e um recipiente de retorno.                                                                      | 7 sistemas; 4 recuperados.   |
| Ago 1961 – Jan 1962 | KH-3  | Corona‴, C‴ (or "C-triple-prime")* | 7,5 m     | Single panoramic camera and a single return vehicle.                                                                   | 9 sistemas; 5 recuperados.   |
| Fev 1962 – Dez 1963 | KH-4  | Corona-M, Mural                    | 7,5 m     | Retorno de filme. Duas câmeras panorâmicas.                                                                            | 26 sistemas; 20 recuperados. |
| Ago 1963 – Out 1969 | KH-4A | Corona J-1                         | 2,75 m    | Retorno de filme com dois recipientes de reentrada e duas câmeras panorâmicas. Grande volume de imagens.               | 52 sistemas; 94 recuperados. |
| Set 1967 – Mai 1972 | KH-4B | Corona J-3                         | 1,8 m     | Film return with two reentry vehicles and two panoramic rotator cameras.                                               | 17 sistemas; 32 recuperados. |
| Fev 1961 – Ago 1964 | KH-5  | Argon                              | 140 m     | Low-resolution mapping missions; single frame camera.                                                                  | 12 sistemas; 5 recuperados.  |
| Mar 1963 – Jul 1963 | KH-6  | Lanyard                            | 1,8 m     | Experimental camera in a short-lived program.                                                                          | 3 sistemas; 2 recuperados.   |

## Imagens

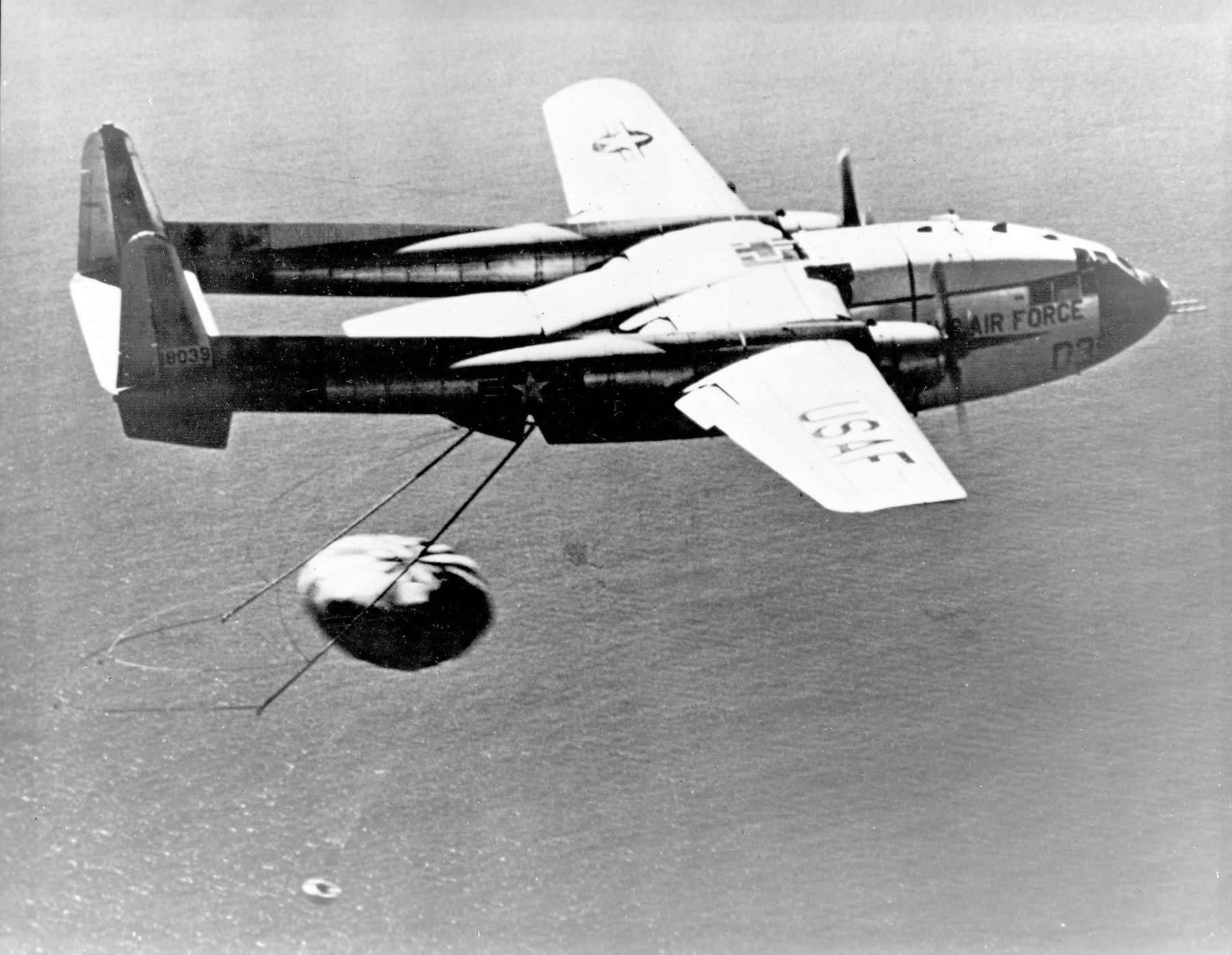
Filme do Discoverer 14 sendo recolhido por um avião.
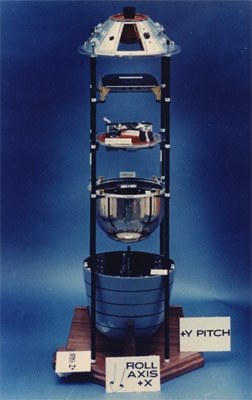
Cápsula de filme de um satélite CORONA aberto.
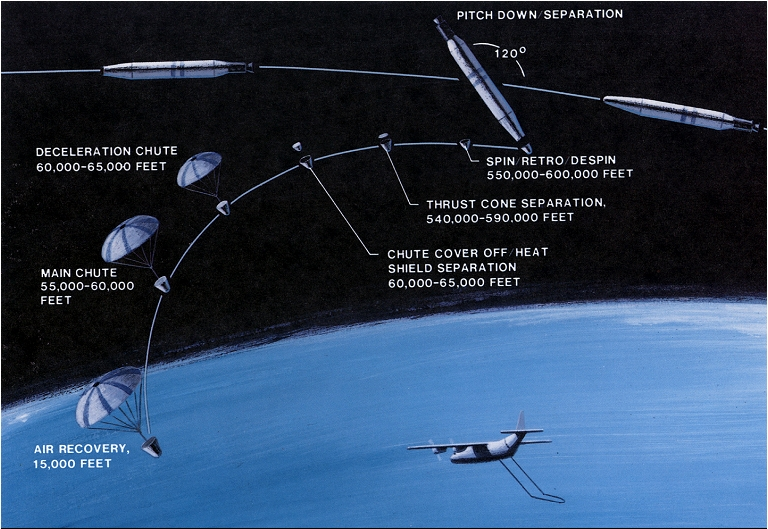
Diagrama de re-entrada da cápsula.